# Merremia wurdackii
Merremia wurdackii là một loài thực vật có hoa trong họ Bìm bìm. Loài này được D.F. Austin & Staples mô tả khoa học đầu tiên năm 1981.